# Sonda I
O Sonda I, foi o primeiro foguete da família Sonda de foguetes de sondagem. Ele foi projetado para ser aplicado em estudos da alta atmosfera e se destinava a transportar cargas úteis meteorológicas de 4,5 kg a 70 km de altitude. Ele acabou se tornando um marco,
não só histórico, como também tecnológico no Programa Espacial Brasileiro. Ele serviu como escola para o desenvolvimento de foguetes de pequeno porte, e também na aquisição de conhecimento de campo nas áreas de lançamento e rastreio de foguetes de sondagem e suas cargas úteis.

## Origens
Muito antes da criação do então Campo de Lançamento de Foguetes da Barreira do Inferno (CLFBI), desde o pós
Guerra, e durante as décadas de 50 e 60, vários programas que poderiam resultar em um foguete totalmente nacional estavam em curso no Brasil:
Primeiro com o Exército e depois com a Aeronáutica.
Em 1964, a participação de técnicos Brasileiros em uma série de lançamentos de foguetes ocorridos no Campo
de Lançamentos de Chamical, na Argentina, acabou resultando num convênio assinado em 1 de Julho de 1965 pelo CNPq/CNAE, para atuar no projeto
EXAMETNET (Cadeia Inter-Americana Experimental de Foguetes Meteorológicos), juntamente com NASA e CNIE (Comisión Nacional de Investigaciones Espaciales),
no qual o Brasil se comprometia a operar foguetes meteorológicos, já a partir daquele ano.
Naquela época, os únicos foguetes de sondagem disponíveis para uso no Brasil, eram:
- O ARCAS, com 2,3 m de altura, 11,4 cm de diâmetro, 32 kg de peso, conduzindo cargas de 2,3 kg à 96 km de altitude ou 9 kg à 64 km.
- O  HASP (High Altitude Sounding Projectile) do tipo Loki, com 2,6 m de altura, 7,6 cm de diâmetro, 13 kg de peso, conduzindo cargas de 3,2 kg à 55 km de altitude.

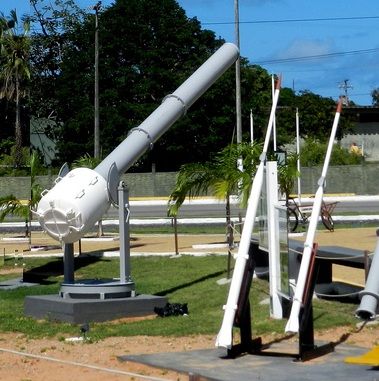
Foguetes HASP/Loki em primeiro plano, e ao fundo o lançador do foguete ARCAS.

Desses, o pessoal do GTEPE e da Avibras, empresa que seria responsável pela construção
do foguete, julgaram ser o Arcas, um excelente ponto de partida para o projeto de um foguete de sondagem inteiramente nacional,
devido à sua simplicidade.
Teve início então o projeto denominado DM-6501 (sendo DM de Diretoria do Material da Aeronáutica) e 6501 o primeiro
modelo de 1965. Para a sua realização, foi firmado um contrato entre o GTEPE e a Avibras.

## Desenvolvimento

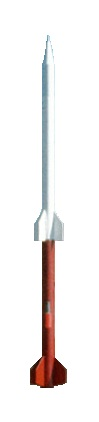
O Sonda I.

O foguete DM-6501, era portanto uma cópia do foguete Arcas, no entanto um pouco maior e mais potente, medindo 2,6 m de altura e 11 cm de diâmetro.
Para simplificar ainda mais o projeto, diferente do Arcas, que usava um cartucho explosivo (igual aos usados para ejetar cadeiras de pilotos em aviões de
caça), para dar o "empurrão" inicial no lançamento, o DM-6501, usaria um foguete auxiliar para esta tarefa, como um primeiro estágio.
Esse primeiro estágio, era mais curto (1,35 m), e de maior diâmetro (13 cm), porém usava uma mistura combustível que lhe conferia maior potência.
Em Dezembro de 1965, foram efetuados os dois primeiros lançamentos do DM-6501, ambos resultando em falha. Em Fevereiro de 1966, ocorreu o primeiro lançamento
com sucesso desse modelo. Daí por diante até o final do ano de 1970, muitas evoluções foram implemetadas (DM-6503, DM-6601, DM-6701, etc.), nesse período, 53 lançamentos foram efetuados, vários deles com algum tipo de dificuldade técnica. Posteriormente esse modelo passou a ser denominado Sonda-I, nome alusivo ao fato de ser o primeiro foguete de sondagem totalmente fabricado no Brasil.
Embora passando, por modificações continuadas, o Sonda I não conseguiu alcançar a posição de foguete operacional, no entanto, ele foi o primeiro passo na busca tecnológica para os outros desenvolvimentos. Foi ele que propiciou os primeiros contatos com a indústria de compostos químicos, de tubos de aço e ligas, além de outros artefatos que hoje são comuns nos foguetes fabricados no Brasil, e apesar dos problemas, esse modelo tinha alguns pontos positivos:.
- Era um foguete simples e barato.
- Era um banco de provas, suscitando novas pesquisas e mais desenvolvimento em várias áreas.
- Foi o primeiro passo da busca tecnológica para o desenvolvimento de outros modelos mais avançados.

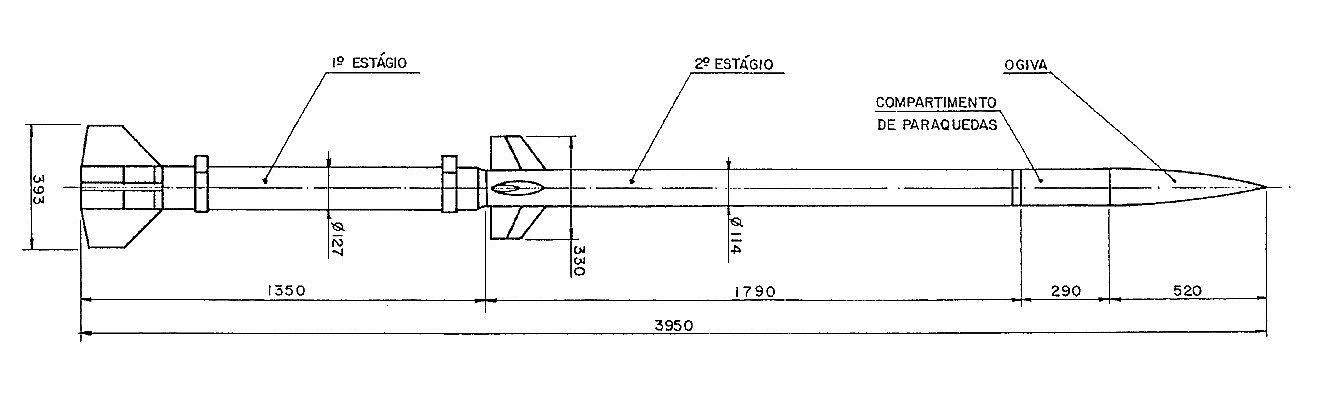
Diagrama com as dimensões de um foguete Sonda I.

## Legado
Inúmeras tecnologias foram desenvolvidas e transferidas para a indústria a medida que o Sonda I evoluia. Foi necessário por exemplo, desenvolver tubos
sem costura de solda em alumínio de alta resistência. Essas e outras iniciativas, significaram uma economia de divisas superior a US$ 1 milhão por mês.
O desenvolvimento desse modelo, propiciou os primeiros contatos com a indústria de compostos químicos. Desde 1968, todas essas pesquisas, demandaram novas
tecnologias metalúrgicas para a confecção de tubos e outros artefatos, comuns nos foguetes Brasileiros atuais.
O foguete Sonda I foi projetado para ser aplicado em estudos da alta atmosfera e se destinava a transportar cargas úteis
meteorológicas. Mais de 200 deles foram lançados da Barreira do Inferno,
em Natal. Desse veículo, se originaram mísseis produzidos pela Avibras, e mais tarde, o Foguete de Treinamento
Básico (FTB).